# Naskh
Naskh avser inom islamsk teologi (kalam) ett upphävande eller avskaffande (abrogation) av en lag eller författning, specifikt av en teologisk aspekt av suror i Koranen.

## Kategorier av naskh
Enligt azharforskaren Muhammad Abdulazeem Al-Zarqani finns det tre kategorier inom vilka naskh kan delas upp: naskh av en koranisk vers, naskh av en religiös regel samt naskh av båda religiösa texten och regeln.

## Teologiskt problem
Det teologiska problemet enligt vissa kritiker är att Koranen säger att den är oföränderlig, evig, eller redan skriven i himmelen av Gud innan det gavs till Muhammed, anses vara ofelbar och att inga ändringar får göras i den, samtidigt som den själv säger att den blivit ändrad. 
Enligt islam fullbordades religionen efter versen:
- "Denna dag har Jag fullbordat det religiösa regelverket för er och skänkt er Min välsignelse i fullaste mått. Har beslutat att underkastelse under Guds vilja skall vara er religion." (5:3)

Med detta uppenbarades det inga fler rättsliga föreskrifter. 
Nedanstående suror tycks emellertid säga emot påståendet att Koranen skulle vara fri från editering:
- "Varje budskap som vi upphäver eller överlämnar åt glömskan ersätter vi med ett bättre eller lika gott. Vet du inte att Gud har allt i Sin makt?" (2:106B)
- "När vi låter ett budskap ersättas av ett (annat) - och Gud är väl medveten om vad Han uppenbarar, steg för steg - säger de: 'Detta har du (själv) satt samman!' Nej, de flesta av dem vet inte (vad de talar om)!" (16:101B).

## Muslimska förklaringar
En del muslimer har en annan uppfattning om denna teori och menar att budskapen som ersätts inte har någon del i Koranen själv, utan är budskap från de tidigare monoteistiska religionerna, dvs kristendomen och judendomen. Denna teori kan stödja sig på att man läser vers 2:106 med den närmast föregående versen: "Varken de som förnekar sanningen bland efterföljarna av äldre tiders uppenbarelser eller de som dyrkar avgudar ser med blida ögon att er Herre skänker er något av Sitt goda. Men Gud utmärker den Han vill med Sin nåd; Guds nåd är en outsinlig källa." (2:105)
Exempel på suror som talar mot naskh är:
- "Ingenting kan rubba Guds löfte" (10:64B).
- "Ty ingen kan ändra Guds ord" (6:34Z).

För att förstå verserna som kan tyckas verka tala emot naskh, bör de läsas fullständigt:
- "Till dem är budskapet [om lycka] i detta liv och evig salighet riktat. Ingenting kan rubba Guds löfte. Detta är den stora, den lysande segern." (10:64)

- "Apostlar hava ju hållits för lögnare före dig, men de hava tåligt fördragit, att de hållits för lögnare och blivit förföljda, ända tills vår hjälp nådde dem, ty inget kan ändra Guds ord. Och åtskilliga av de utsändes historia har ju kommit till din kunskap."

Den skriftlärde Ibn Kathir menar att delen, "ty, inget kan ändra Guds ord" refererar till Guds beslut att segern i detta liv och i nästa är för hans troende tjänare.
De teologer som stödjer naskhteorin anser således att naskh sker endast gällande domar och inte rörande information. Såsom den välkände imamen Abu Abdillah al Muhaasibi nämnde:
"Det är inte tillåtet för någon att tro att någonting upphävs från Guds lovprisning, hans egenskaper och inte heller hans namn."
Detta är dock fortfarande problematiskt då Koranen även tydligt säger att Torah och Evangeliet är Guds Ord (sura 3:3-4 och Sura 4:136) och att sura 6:115 säger att ingen kan ändra på Guds Ord. Det står även i Koranen att det finns vissa som skriver ned [vad de säger vara ur] Skriften och påstår att det är från Gud.